# Já a mé budoucí já
Já a mé budoucí já (v anglickém originále My Future Self n' Me) je šestnáctý díl šesté řady amerického animovaného televizního seriálu Městečko South Park. Premiéru měl 4. prosince 2002 na americké televizní stanici Comedy Central. 

## Děj
Ve městě se potuluje muž, kterému je 32 let a začne prohlašovat, že je Stan z budoucnosti a Stan se musí vyrovnat se svou budoucností a s tím, jaká se z něj stane nula. Cartman se mezitím stane podnikatelem, který si otevřel podnik, kde se mohou děti pomstít svým rodičům.

## Zajímavosti
- Jde o první díl, kde je vyobrazena budoucnosti jedné z hlavních postav